# Mouvement artistique
Un mouvement artistique ou courant artistique est un ensemble d'artistes et d'œuvres artistiques ayant une esthétique commune. Les historiens de l'art utilisent généralement la notion de mouvement lorsque le groupe qui y est associé se réclame d'un corpus théorique clairement défini en tant que manifeste. La notion de « courant » est plus floue dans la mesure où elle est utilisée comme outil d'analyse, le plus souvent a posteriori d'une période, pour désigner des tendances (stylistiques ou de démarches). Un courant peut être défini par les artistes eux-mêmes ou être désigné par des personnes extérieures à l'art (journalistes, historiens, etc.) comme un corpus d’artistes ayant spontanément le même type de pratique.

## Définition
La notion de mouvement dans l'art peut recouvrir plusieurs définitions. L'acception générale est qu'un mouvement artistique est identifié par un groupe d'artistes ayant adopté un style commun, dont on reconnaît les caractéristiques. Il peut aussi s'agir d'une réunion d'artistes de styles différents, mais ayant la même démarche de création ou de pensée. Ce regroupement peut se faire autour d'un artiste dont l'influence suscite des émules ou des imitateurs, notamment parce qu'il est un chef de file du mouvement. Le mouvement peut aussi avoir pour origine un texte ou un manifeste esthétique (Cobra, Dada). Quand le groupe lance ou est à l'origine d'un style, le terme mouvement devient synonyme de courant ou de tendance. Quand le groupe a pour origine une même formation artistique, provient d'une même académie, on parle alors d'école.
Les mouvements sont nommés de différentes manières. Certains sont désignés selon le lieu de leurs origines (école de Barbizon, école de Pont-Aven), d'autres le sont à partir d'une remarque péjorative ou ironique (impressionnisme, rococo, art pompier), ou plus rarement selon le nom de l'artiste qui représente le mouvement (caravagisme, ingrisme). Jusqu'au milieu du XIXe siècle, pratiquement tous les mouvements sont nommés a posteriori, par l'histoire de l'art ou par des critiques, voire par des artistes. D'autre part, certains artistes refusent d'être identifié selon tel ou tel mouvement, ainsi pour Gustave Courbet : « le titre de réaliste m'a été imposé, comme on a imposé aux hommes de 1830 celui de romantique. ».

## Liste de mouvements artistiques
- Le maniérisme (1520-1580)
- Le baroque (1580-1750)
- Le classicisme (1660-1715)
- Le rococo (1730-1760)
- Le néoclassicisme (1750-1830)
- Le romantisme (1770-1850)
- Le préraphaélisme (1848-1880)
- Le réalisme 3e quart du XIXe siècle
- Le naturalisme (1880-1900)
- Le mouvement Arts and Crafts (1860-1910)
- Le symbolisme (1866-1920)
- Les Arts incohérents (1886-1896)
- L'Art nouveau (1890-1905)
- Le Sillon (1893-1904)
- Le luminisme (1904-)
- Le futurisme (1904-1920)
- L'expressionnisme (début XXe siècle)
- Le cubisme (1910-1921)
- Le dadaïsme (1916-1920)
- Le constructivisme (1917-1930)
- Le surréalisme (1924-1966)
- Le lettrisme (1945-)
- L'Art brut (1945-)
- Cobra (1948-1951)
- Le pop art (1955-)
- Le nouveau réalisme (1960-1970)
- L'art performance (1960s-)
- L'art urbain (1960)
- Figuration narrative (1960-)
- L'art conceptuel (1965-1975)
- Fluxus (1961-1970)
- Le mail-art (1962)
- Art vidéo (1963-)
- Nouvelle figuration (1964-)
- Art and Language (1970)
- L'art sociologique (1971)
- Le postmodernisme (1977-)
- Art singulier (1978-)
- Figuration libre (1981-)
- Art modeste (1988-)
- Bio-art (début XXIe siècle-)
- Art Résilience (2014)
- L'Art inconscient (2021-)[2]

### En peinture
- Le style troubadour (1810-1840)
- Le naturalisme (1880-1900)
- L'impressionnisme (1874-1886)
- Le postimpressionnisme (1885-1905)
- L'art naïf (1885-)
- Le pointillisme (1883-1910)
- L'expressionnisme (1905-)
- Le fauvisme (1905-1910)
- Le cubisme (1907-1914)
- L'art abstrait (1910-)
- Le suprématisme (1915-)
- L'hyperréalisme (1950-1960)
- L'abstraction lyrique (1951-)
- Le mouvement Trompe-l'œil/Réalité (1960-)
- La nouvelle figuration (1964-)
- Le photoréalisme (vers 1965-)
- La figuration libre (1981-)
- Le néo pop (fin XXe siècle-)

### En sculpture
- Le land art (1960-)

### En architecture
- L'éclectisme (1860-1920)
- Le néogothique (1870- )
- L'Art nouveau (1890-1910)
- L'Art déco (1910-1930)
- Le mouvement moderne (1919-1950)
- Le brutalisme (1950-1970)
- Le minimalisme (1965- )
- Le déconstructivisme (fin XXe siècle- )